# Tahar Kheireddine
Pour les articles homonymes, voir Kheireddine.
Tahar Kheireddine (arabe : الطاهر خير الدين), né en 1875 et mort en avril 1937, est un homme politique ottoman puis tunisien.

## Biographie
Il naît dans une famille puissante : il est le quatrième fils du mamelouk circassien Kheireddine Pacha, grand vizir de Tunis puis de l'Empire ottoman.
Éduqué au lycée de Galatasaray, il devient aide de camp du sultan ottoman Abdülhamid II, gouverneur de Jérusalem et ministre d'État. Il fuit vers la Tunisie après la révolution des Jeunes-Turcs en 1908. Il se rapproche du grand vizir Taïeb Djellouli en mariant sa fille Frida à Aziz Djellouli, fils de Taïeb, ce dernier facilitant son accession au poste de premier ministre de la Justice le 24 avril 1921 ; il conserve ce poste jusqu'en 1934.
Il épouse trois femmes : une odalisque, une fille de notables tunisois, les Ben Khalifa, et Roukayya Kadri, fille d'un haut fonctionnaire ottoman qui descend par sa mère du ministre Mahmoud Ben Ayed et la famille de Méhémet Ali d'Égypte.

## Décorations
Tahar Kheireddine est détenteur de plusieurs décorations dont :
- Grand-croix de l'ordre du Nichan Iftikhar ;
- Première classe de l'Ordre du Nichan ad-Dam ;
- Première classe de l'Ordre du Nichân El-Ahd El-Mourassaâ ;
- Première classe de l'Ordre ottoman du Mérite (en) ;
- Deuxième classe classe de l'Ordre de l'Osmaniye.